# Ba Dexin
Ba Dexin (巴德鑫S, Bā DéxīnP; Harbin, 14 giugno 1990) è un giocatore di curling cinese.

## Carriera
Nel 2014 ha preso parte per la prima volta ai Giochi olimpici concludendo in quarta posizione nel torneo maschile, mentre nel 2018 ha partecipato nel torneo misto ai Giochi olimpici di Pyeongchang, in Corea del Sud.

## Palmarès

### Mondiali
- Argento a Karlstad 2016;
- Bronzo a Lethbridge 2017.

### Giochi asiatici
- Oro a Sapporo 2017.

### Campionati pacifico-asiatici
- Oro a Uiseong 2010;
- Oro a Nanchino 2011;
- Oro a Naseby 2012;
- Oro a Shanghai 2013;
- Oro a Karuizawa 2014;
- Bronzo a Almaty 2015.